# Louis Aguettant
Pour les articles homonymes, voir Aguettant.
Louis Aguettant (Lyon, 3 avril 1871 - Lyon, 10 mars 1931) est un musicologue, écrivain et professeur de lettres français.

## Biographie

### Origines familiales
Louis Marius Aguettant naît en avril 1871 sur la colline de Saint-Just dans une famille d'ingénieurs et de chimistes. Il est le fils de Louis-Joseph Aguettant (1836-1910) et de Catherine Crolas (1843-1920). Son frère cadet, Noël Aguettant (1875-1958), fonde les Laboratoires Aguettant en 1903.
Louis Aguettant épouse Marcelle Mouly (1900-1986) en septembre 1921. Ils ont ensemble trois enfants : Jeanne (1923-2013), Louis (1925-2010 ?) et Robert (1927-2013). Jeanne Aguettant est l'épouse de Jacques Lonchampt, journaliste et critique musical. Ils se sont employés à transcrire, à mettre en ordre et à publier les œuvres de Louis Aguettant.

### Formation
Bachelier en lettres (1887) et en sciences (1888), Louis Aguettant prépare et obtient sa licence ès lettres aux Facultés catholiques de Lyon en 1891. Agrégé de la Sorbonne en 1895, il a été professeur de littérature française à la Faculté catholique de Lyon, chaire qu'il garda jusqu'à sa mort.
Louis Aguettant travaille à une thèse sur Victor Hugo intitulée Le sentiment de la nature chez Victor Hugo pendant plus de vingt ans avant d'abandonner son projet. Jeanne et Jacques Lonchampt publient ces travaux sous le titre Victor Hugo, poète de la nature.

## Musique, poésie et littérature
Il fut professeur-conférencier d'une culture européenne, artiste et pianiste hors pair comme en attesta Ignacy Paderewski qui s’intéressa à lui et jugea qu’il avait l’étoffe « d’un talent de premier ordre ».
Passionné de musique il rencontre Gabriel Fauré, Georges Martin Witkowski, entretient des correspondances avec Maurice Ravel et Claude Debussy, donne des cours de musicologie au Conservatoire de Lyon et de poésie, rencontre Paul Claudel, Francis Jammes, Paul Valéry...
Il a laissé une empreinte irremplaçable auprès de ses élèves durant 33 années. Ses cours sur Paul Verlaine et Charles Baudelaire attestent encore de sa pensée pénétrante.
Attentif à la littérature de son époque, il correspondit avec les plus grands de son temps : Jean Cocteau, Paul Claudel, Gabriel Fauré, André Gide, Louis Mercier, Max Jacob, Henry de Montherlant, Charles Péguy, Raymond Radiguet, Albert Thibaudet, Paul Valéry et bien d’autres.
Parmi ses travaux un bon nombre sont publiés : Les Dialogues de Paul Valéry, La Poésie de Paul Claudel, Un fils de Virgile : Louis Mercier, Jean-Marc Bernard, Marcel Ormoy, Émile Mâle, Le Génie de Gabriel Fauré, André Caplet, traduction d’Abt Vogler de Browning, etc.
L’édition de son livre La Musique de piano, préfacé par Henri Rambaud est une découverte puissante, « un maître-livre » pour Bernard Gavoty, « un bréviaire » pour Alfred Cortot ou encore « un émerveillement » pour Émile Vuillermoz.
Sa finesse d’analyse, son jugement juste modelé de classicisme reflètent sa grande sensibilité, sachant exalter la beauté poétique et musicale : « Artiste jusqu’au fond de son être, épris des grands peintres, pianiste d’une technique et d’une personnalité remarquables dans l’interprétation, il avait une faculté d’émotion extraordinaire » (Mgr Lavallée).
Sa correspondance luxuriante et ses carnets intimes sont un trésor dans lesquels tous les amoureux et les étudiants de la littérature pourront trouver les formules et analyses d’une langue aussi parfaite que spontanée.
Conservés depuis 2003 par la Bibliothèque municipale de Lyon, les archives de Louis Aguettant et les papiers de recherche de Jacques Lonchampt sont consultables sous la cote Ms 8001.

## Citation
« Un esprit de la plus grande rareté, car très rares sont ceux qui se développent comme lui sur les confins de la musique, des lettres et de l’abstrait » (Paul Valéry).

## Œuvres
- Victor Hugo paysagiste, Vitte, Lyon, 1901.
- Ernest Psichari, Lardanchet, Lyon, 1920.
- Les Dialogues de Paul Valéry, 1923.
- Le Génie de Gabriel Fauré, 1925.
- Lettres de jeunesse, présentées par Louis Mercier, éditions des "Amitiés", Saint-Étienne, 1934.
- La musique de piano : des origines à Ravel, 1ère édition, Albin Michel, Paris, 1954 ; 2e édition, éditions d'Aujourd'hui, Plan-de-la-Tour, 1981 ; 3e édition, l'Harmattan, Paris, 1999.
- Lecture de Baudelaire, 1ère édition, Club national du disque, Paris, 1957 ; 2e édition, éditions du Cerf, Paris, 1978 ; 3e édition, l'Harmattan, Paris, 2001.
- Verlaine, 1ère édition, éditions du Cerf, Paris, 1978 ; 2e édition, l'Harmattan, Paris, 1995.
- Victor Hugo, poète de la nature, texte établi par Jeanne et Jacques Lonchampt, l'Harmattan, Paris, 2001.
- Les Amitiés littéraires : Paul Valéry, Paul Claudel, Gabriel Fauré, Émile Mâle, Louis Mercier, Marcel Ormoy, Robert Browning, l’Harmattan, Paris, 2001.
- Nos lettres du Sinaï : correspondance de deux jeunes écrivains à la fin du XIXe siècle : 1889-1902. Louis Aguettant et Louis Mercier, L'Harmattan, Paris, 2003.
- Lecture de "La légende des siècles" de Victor Hugo, texte établi par Jeanne et Jacques Lonchampt, l'Harmattan, Paris, 2010.
- Lecture de "Le Satyre" de Victor Hugo, texte établi par Jeanne et Jacques Lonchampt, l'Harmattan, Paris, 2010.
- Lecture de "Méditations poétiques" de Lamartine, texte établi par Jeanne et Jacques Lonchampt, l'Harmattan, Paris, 2010.

## Pour approfondir